# Acanthinomyia longa
Acanthinomyia longa är en tvåvingeart som först beskrevs av Christian Rudolph Wilhelm Wiedemann 1830.  Acanthinomyia longa ingår i släktet Acanthinomyia och familjen vapenflugor. Inga underarter finns listade i Catalogue of Life.